# 榕杉湖

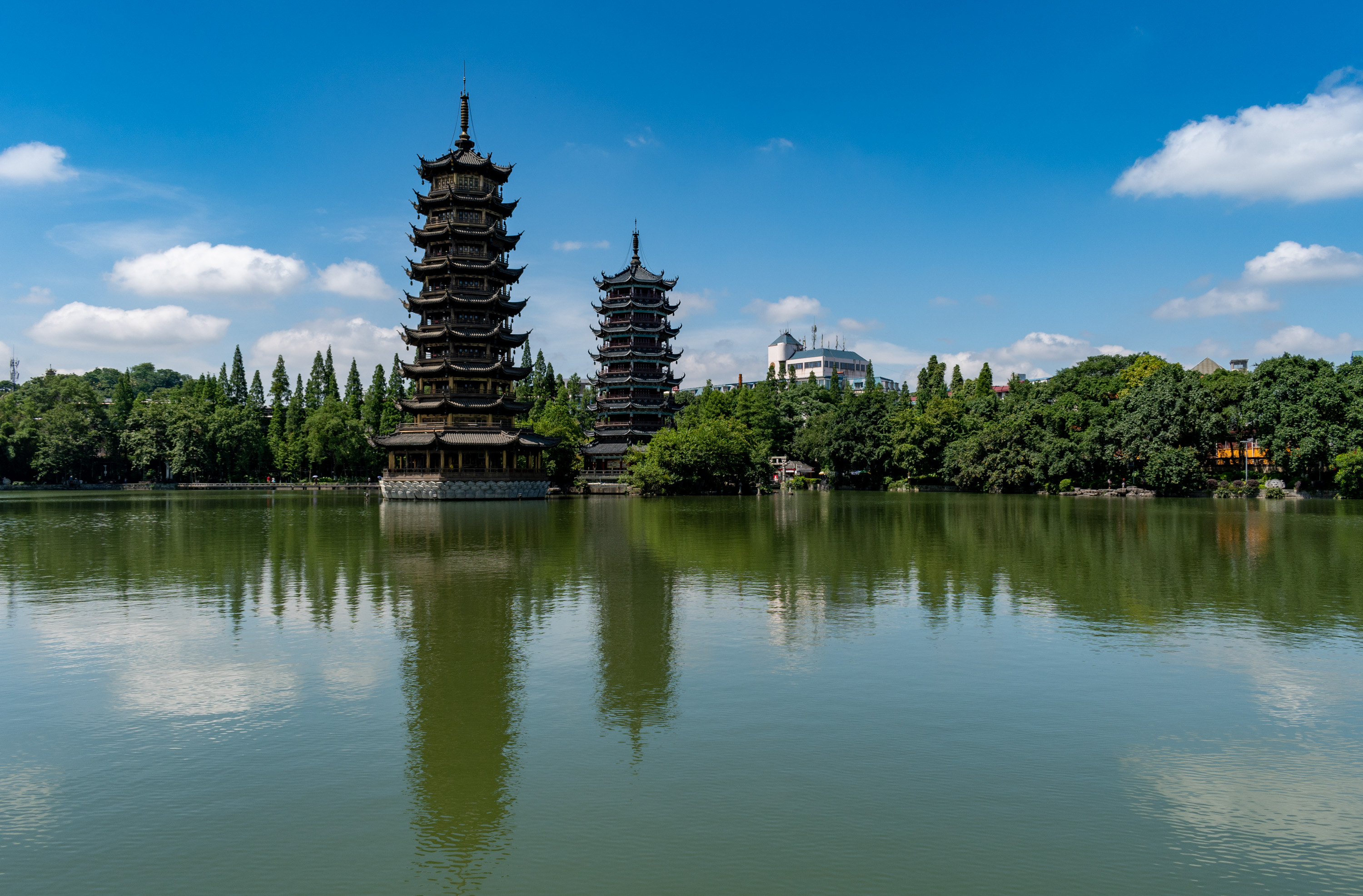
日月双塔

榕杉湖又称阳塘，位于中国广西壮族自治区桂林市区中心，秀峰区、象山区接合处，阳桥的两侧，西通桃花江，东通漓江。榕杉湖是榕湖和杉湖的统称，在阳桥处相连，两湖自古就一直互通互连，如同姐妹，故得名。
两湖开凿至今已逾千年，孕育了无数才人，留下不少古迹。晚清“杉湖十子”的补杉楼，著名词人王半塘的故居，桂林山水画家罗辰的“芙蓉池馆”及民国年间著名教育家马君武故居等都曾座落在榕湖和杉湖旁。

## 榕湖
榕湖位于阳桥的西侧，向西通桃花江，东接杉湖，因湖岩生长古榕树得名。

## 杉湖
杉湖位于阳桥的东侧，向东通漓江，西接榕湖，因因湖边长有杉树命名。

## 意义
榕杉湖是两江四湖环城水系中最能体现“城在景中，景在城中”的山水格局。

## 历史
榕杉湖原为唐代建桂林城时的护城河，合称阳塘，水面面积16公顷，呈葫芦状，那时从此处泛舟几乎可尽览城区诸胜，阳塘成为当时城中的水上公园。